# Cercopis vulnerata
Cercopis vulnerata är en insektsart som först beskrevs av Pietro Rossi 1807.
Cercopis vulnerata ingår i släktet Cercopis och familjen spottstritar. Inga underarter finns listade i Catalogue of Life.
Arten blir cirka 11 millimeter lång. Kännetecknande är stora röda mönster på svart grund. Så liknar Cercopis vulnerata de giftiga bastardsvärmare (Zygaenidae) och möjliga fiender avskräckas.
Cercopis vulnerata syns vanligen mellan april och augusti i skogar vilande på gräs och örter. Honor lägger sina ägg i jorden intill växternas rötter. De nykläckta larverna förekommer vanligen i stora kolonier. Av deras avföring och luft bildas ansamlingar av bubblor som stelnar.
Utbredningsområde ligger i södra och centrala Europa. Enstaka fynd från Norge är dokumenterade, men inte från andra stater i Norden.

## Bildgalleri

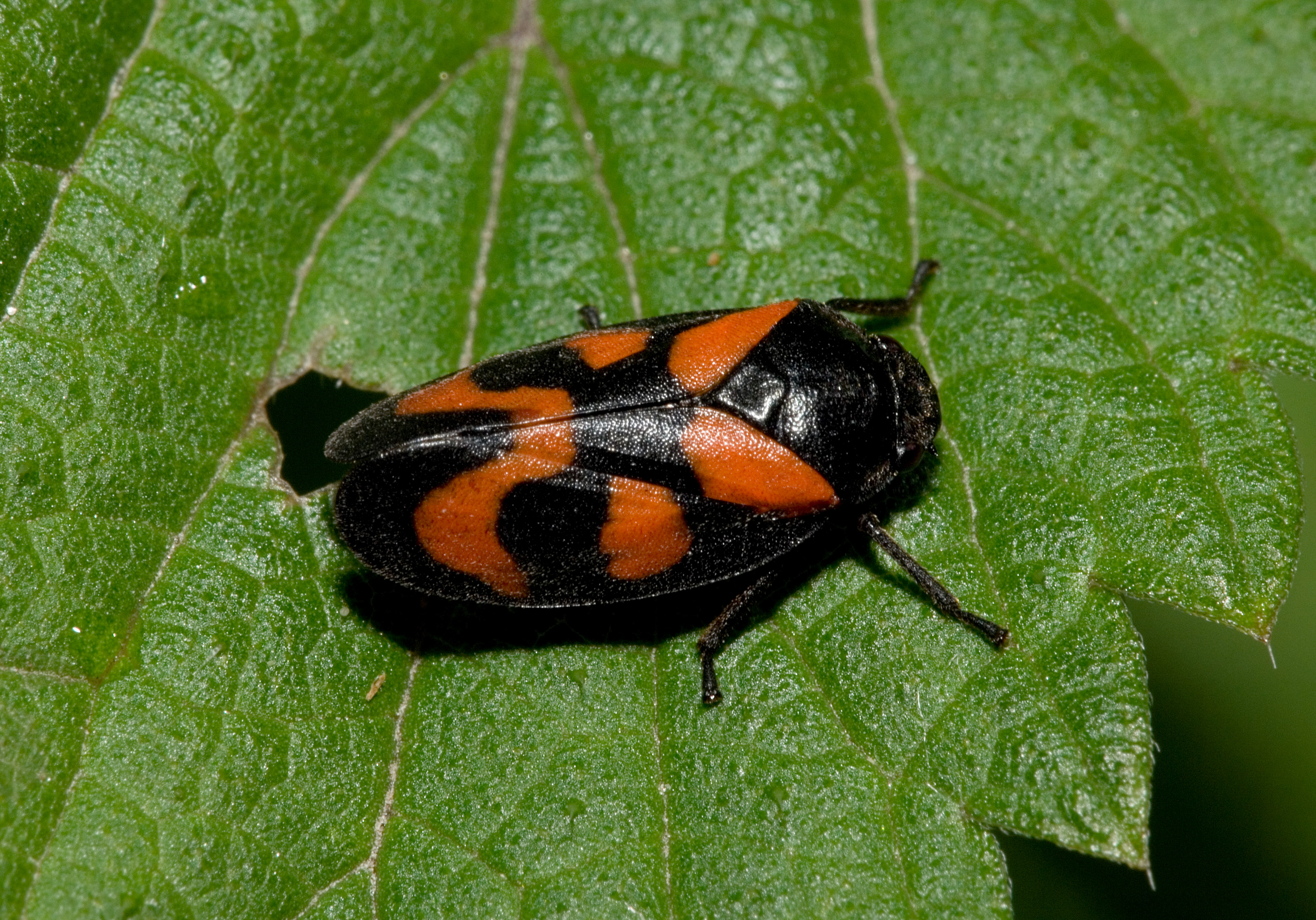
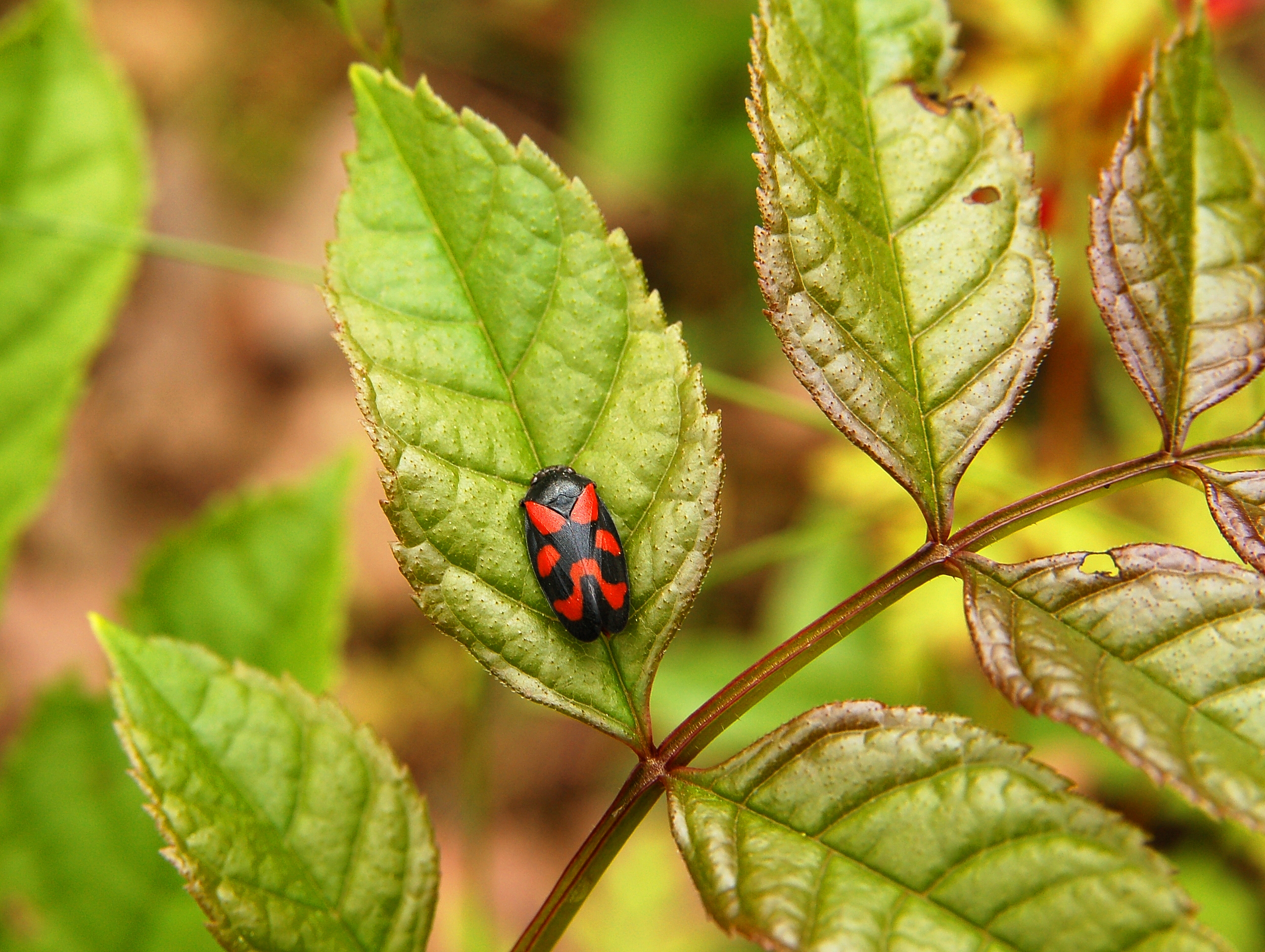
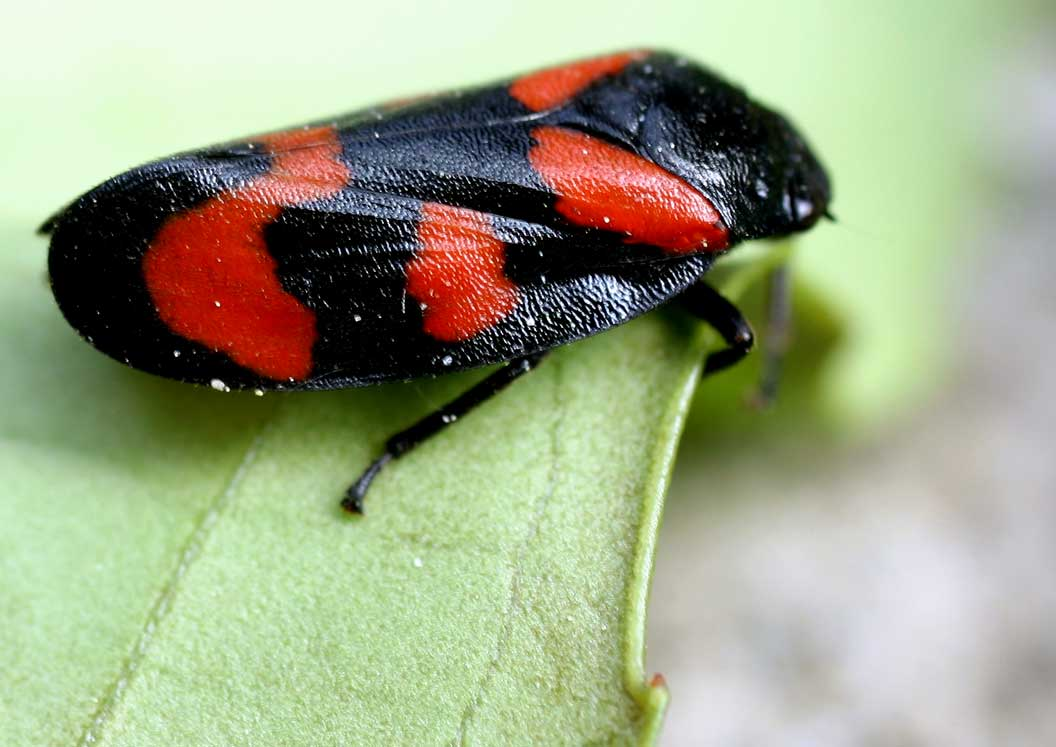
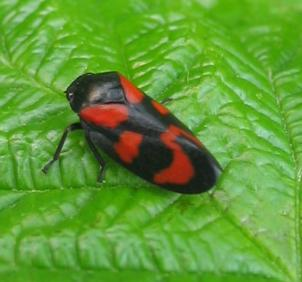
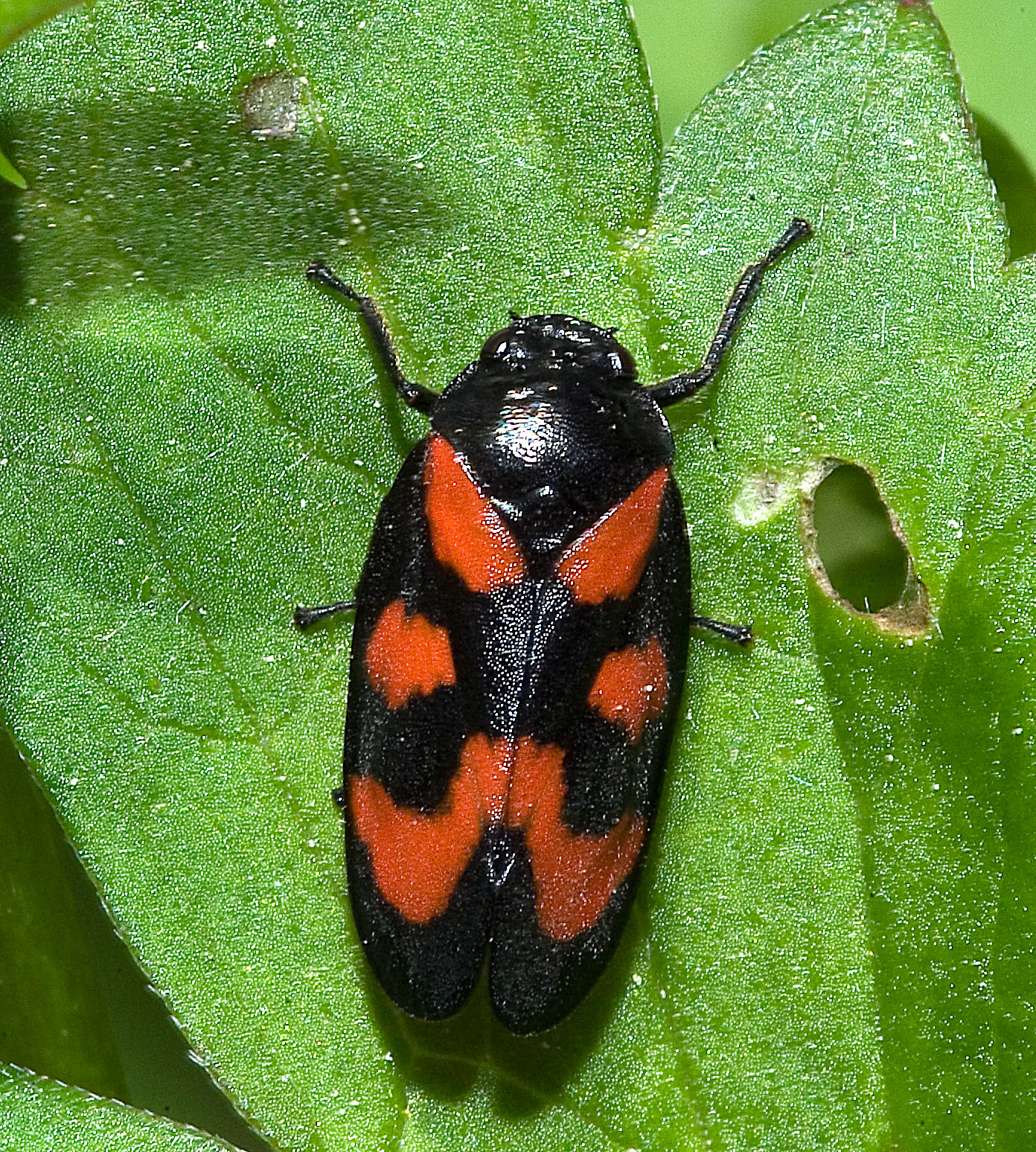
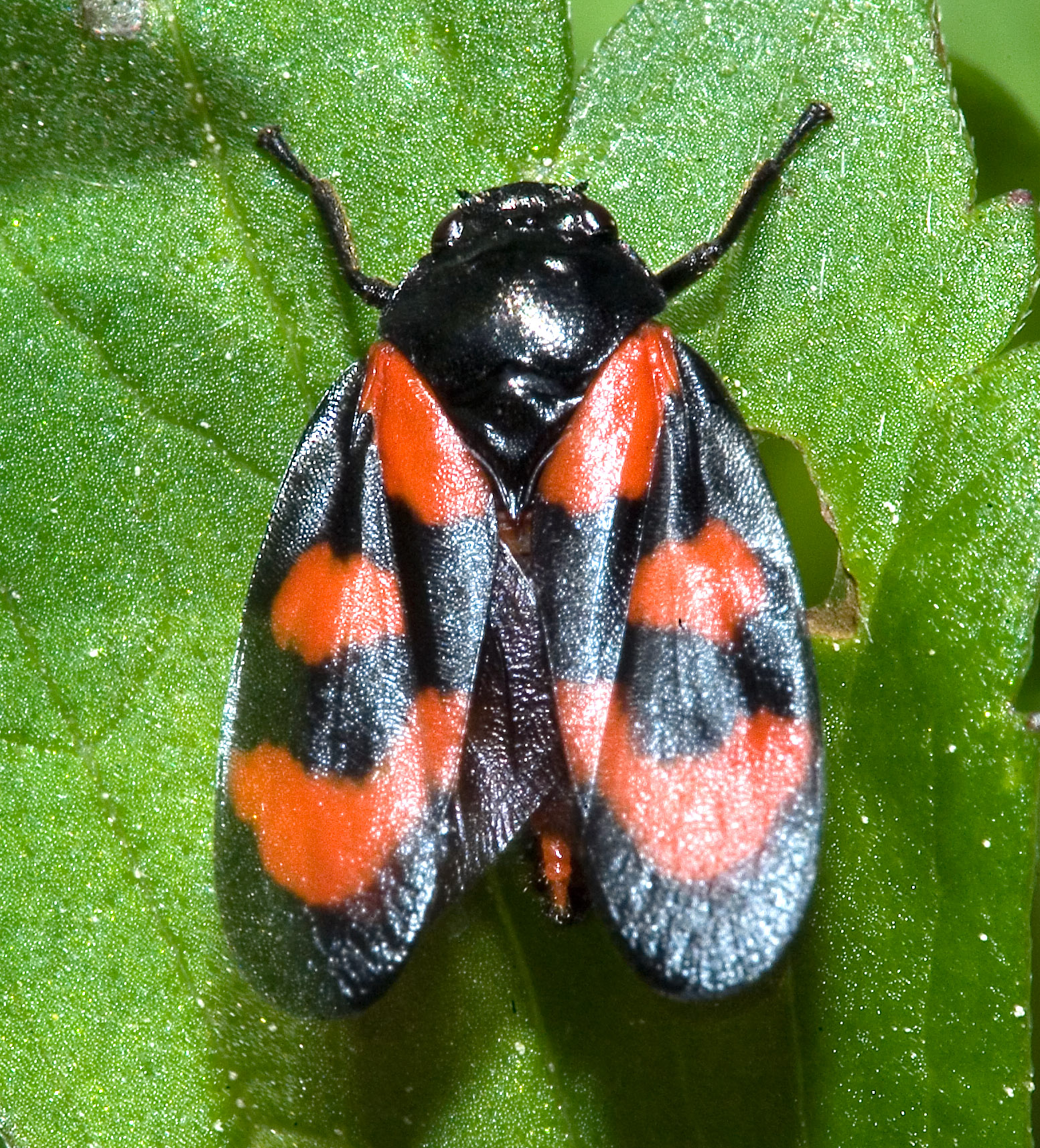